# Prevent BH
Prevent BH ist ein bosnisch-herzegowinisches Textilunternehmen. Es stellt Sitzbezüge für die Automobilindustrie, Sicherheitskleidung und Mode her.
Die Firma ist zu 42 Prozent am bosnischen VW-Werk in Sarajevo beteiligt. Sie ist Schwesterunternehmen des deutschen Automobilzulieferers Prevent DEV.